# Avalon Park (Chicago)

Situation d'Avalon Park dans la ville de Chicago

Avalon Park est l'un des 77 secteurs communautaires de la ville de Chicago aux États-Unis. 